# 女囚 檻
『女囚 檻』（じょしゅう おり）は、1983年に製作された小沼勝監督の日本映画。
女刑務所を舞台に、レズの陶酔に溺れたり、看守と対立する女囚たちの姿を描く。

## キャスト
- 正代（22）女囚：浅見美那
- 岸子（22）看守：渡辺良子
- 美和（24）女囚：室井滋
- 芳恵（19）女囚：由利ひとみ
- 繁子（35）女囚：相川圭子
- 伸子（23）女囚：石井里花
- 豊子（35）女囚：森みどり
- 野枝（45）刑務所長：和泉喜和子
- 辰雄（27）正代の恋人：田山涼成
- 溝口拳、横尾稔、井沢清秀、木村栄一
- 技斗：田山涼成
- 冴子（25）女囚：松川ナミ
- 牛山（46）神父：仙波和之